# Clavicollis niger
Clavicollis niger es una especie de coleóptero de la familia Anthicidae.

## Distribución geográfica
Habita en Vietnam.